# ورزشگاه گورو نانک
ورزشگاه گورو نانک یک ورزشگاه چند منظوره در شهر لودهیانا هند است. این ورزشگاه میزبان مسابقات فوتبال و رقابت‌های دو و میدانی است. در سابق از این ورزشگاه به عنوان یکی از زمین‌های خانگی تیم باشگاه فوتبال پنجاب استفاده می‌شد که در سوپر لیگ هند حضور دارد، گنجایش این ورزشگاه ۳۰٬۰۰۰ نفر است.
ورزشگاه سرپوشیده مجاور برای مسابقات بسکتبال قهرمانی کشوری مورد استفاده قرار گرفته است.